# 3505 Byrd
3505 Byrd este un asteroid din centura principală, descoperit pe 9 ianuarie 1983 de Brian Skiff.